# Анісімов Андрій Євгенович
Анісімов Андрій Євгенович (нар.14.10.1973) — кандидат економічних наук, старший науковий співробітник Інституту економіки промисловості НАН України (м. Київ, 2015—2016 рр.), перший заступник голови Київської обласної державної адміністрації (з 26.12.2017 по 12.11.2018), управлінець, державний діяч.

## Біографічні відомості
- У 1994 р. закінчив Слов'янський державний педагогічний інститут за спеціальністю фізична культура.
- З 1999 по 2001 роки продовжив навчання на  за спеціальністю менеджмент організацій та здобув кваліфікацію економіст.
- З 2002 року був здобувачем на кафедрі «Міжнародна економіка» у Донецькому національному університеті та у 2006 році захистив дисертацію кандидата економічних наук за спеціальністю світове господарство і міжнародні економічні відносини.
- З 2006 по 2013 роки працював на різних посадах в Донецький облдержадміністрації, у тому числі начальником головного управління регіонального розвитку, залучення інвестицій і зовнішньоекономічних відносин.
- 2013—2014 рр. — очолював головне економічне управління Донецької міської ради.
- 2015—2016 рр. — старший науковий співробітник Інституту економіки промисловості НАН України, м. Київ.
- 2016—2017 рр. — голова Поліської районної державної адміністрації Київської області[1].
- 03.07.2017 — 21.12.2017 — голова Бородянської районної державної адміністрації Київської області[2].
- 26.12.2017 — 12.11.2018 — перший заступник голови Київської обласної державної адміністрації[3].
- 2019-2020 рр. — підприємницька діяльність .
- 30.11.2020-01.07.2021  — голова Вишгородської районної ради Київської області.
- 11.2020-  по т.ч.  —депутат Вишгородської районної ради Київської області [4](Політична  партія «Слуга Народу»).

## Ключова інформація
Досвід державного управління, створення команд, проектне управління, стратегічне планування регіонального розвитку, залучення інвестицій, інноваційна та зовнішньоекономічна діяльність, робота з міжнародними організаціями. Ефективне управління соціально-економічним розвитком територіальних громад.

## Проекти
- Розробка Дорожньої карти відновлення економічного потенціалу тимчасово окупованих територій України.
- Створення Агенції регіонального розвитку Київської області
- Презентація нових можливостей у транскордонному співробітництві та про зміну статусу з  міждержавного на міжнародний пункту пропуску «Вільча-Олександрівка» (пункт пропуску через державний кордон України на кордоні з Білоруссю) на Першому форумі регіонів України та Республіки Білорусь (за участі Президентів України та Білорусі).
- Підписання Меморандуму про співробітництво і партнерство між Київською та Гомельською областями в енергетичній, культурній і гуманітарній сферах, спорті, освіті й розвитку іномовлення в Білорусі.
- Участь в реалізації інфраструктурного проекту середнього поточного ремонту автомобільної дороги Р-02 Київ-Іванків-Овруч. Цей проект є фактично доленосним у прискоренні зміни класифікації міждержавного пункту пропуску через державний кордон «Вільча», що сприятиме зростанню економічного потенціалу, розвитку туристичної галузі, поглибленню міжнародних зв'язків, активізації торговельних відносин, як Київської області, так і України в цілому й дозволить реалізувати та продуктивно використовувати транзитний потенціал прикордонних регіонів, суттєво покращить транспортну доступність, дозволить створити принципово нові можливості для розвитку громад, стимулюватиме пожвавлення руху людей та вантажів через державний кордон, скоротить часові та фінансові витрати на поїздки
- Презентація пріоритетних напрямків розвитку Поліського району Київської області у контексті реалізації спільних проектів із Державним агентством України з управління зоною відчуження в рамках Стратегії подолання наслідків Чорнобильської катастрофи та відродження територій
- Участь у міжнародній науково-практичної конференції «Україна у пост-біполярній системі міжнародних відносин». Секція «Сучасне світове господарство: тенденції та суперечності розвитку в умовах глобалізації». Тематичний блок III «Розвиток інноваційно-технологічних взаємозв'язків світового господарства» (18-19 листопада 2004 року м. Київ, Київський національний університет імені Тараса Шевченка, Інститут міжнародних відносин).
- Організація та проведення Міжнародних інвестиційних самітів та виставкових заходів.
- Співпраця з компаніями: Ernst&Young.
- Впровадження в державне управління територіального маркетингу.

## Наукові та навчально-методичні роботи
1. Інтеграція України до світового ринку капіталу в умовах глобалізації  : дис. канд. екон. наук/  Донецький національний ун-т./Донецьк, 2006.
2. «Деякі аспекти регулювання інвестиційної діяльності на регіональному рівні»/Сб. научных трудов «Проблемы развития внешнеэкономических связей и привлечения иностранных инвестиций: региональный аспект», ч. 2/ г. Донецк, 2002 г. /стр. 408—410.
3. «Необхідність урахування реалій глобалізації у викладанні економічних дисциплін»/Науково-методичний зб. «Гуманізація навчально-виховного процесу», випуск XVI/м. Слов'янськ, 2002 р./ ст. 35-39/співавторство Гаврилюк О. В.
4. «Мировые консолидационные процессы и проблемы слияний и поглощений в Украине»/Сб. научных трудов «Проблемы развития внешнеэкономических связей и привлечения иностранных  инвестиций: региональный аспект», ч. 1/г. Донецк, 2003 г. /стр. 220—223.
5. «Мирохозяйственные связи: тенденции развития в Украине» /Сб. научных трудов «Проблемы и перспективы сотрудничества между странами юго-восточной Европы в рамках Черноморского экономического сотрудничества и ГУУАМ»/ г. Донецк-Свиштов-Албена, 2003 г./стр. 489—492.
6. «Розвиток та використання мінерально-сировинної бази в Україні на прикладі Донецької області в контексті реструктуризації вугільної галузі» / Зб. наукових праць «Старопромислові регіони Західної та Східної Європи в умовах інтеграції»/ м. Донецьк, 2003 р./ ст. 402—406.
7. «Структурная перестройка экономики в условиях глобализации» /Сб. научных трудов «Проблемы развития внешнеэкономических связей и привлечения иностранных инвестиций: региональный аспект», ч. 1/г. Донецк, 2004 г./стр. 186—188.
8. «Слияния и поглощения: мировой опыт и оценка их последствий в Украине» /Вісник Донецького університету, Серія В, економіка і право, 1/2004, науковий журнал, ст. 231—239.
9. «Проблеми концентрації капіталу в глобальній економіці» /Науково-практичний журнал «Держава. Право. Економіка (Малий і середній бізнес)»,  № 1/ 2004 р., м. Київ/ ст. 212—215.
10. «Стратегія здійснення злиттів і поглинань на сучасному етапі» /Актуальні проблеми міжнародних відносин: Збірник наукових праць, випуск 52, частина 1/ Київський національний університет імені Тараса Шевченка, Інститут Міжнародних Відносин/ Київ, 2005 р./ ст. 77
11. «Слияния и поглощения в условиях глобализации как инструмент инвестиционного менеджмента»/Сб. научных трудов «Проблемы развития внешнеэкономических связей и привлечения иностранных инвестиций: региональный аспект», ч. 1/ г. Донецк, 2005 г./стр. 177—182.
12. «Стратегія інтеграції України до світового ринку капіталу в умовах глобалізації»/Сб. научных трудов «Проблемы развития внешнеэкономических связей и привлечения иностранных инвестиций: региональный аспект», ч. 3 /г. Донецк, 2006 г./стр. 971—977
13. «Деякі аспекти соціально-економічного розвитку України в контексті участі у процесах міжнародної економічної інтеграції»/ Сб. научных трудов «Проблемы развития внешнеэкономических связей и привлечения иностранных инвестиций: региональный аспект», ч. 1/ г. Донецк, 2007 г./стр. 195—203.
14. The introduction of Ukraine in to the WTO: regional aspect /Сб. научных трудов «Проблемы развития внешнеэкономических связей и привлечения иностранных инвестиций: региональный аспект», ч. 3/г. Донецк, 2008 г./стр. 1114—1118.
15. «Методи вдосконалення механізму державного регулювання внутрішнього ринку капіталу та принципи формування національної фінансової політики»/ Сб. научных трудов «Проблемы развития внешнеэкономических связей и привлечения иностранных инвестиций: региональный аспект», ч. 2/ г. Донецк, 2009 г./стр. 623—628.
16. «Нові форми організації території з особливим податковим режимом (СЕЗ і ТПР)»/Сб. научных трудов «Проблемы и перспективы сотрудничества между странами юго-восточной Европы в рамках Черноморского экономического сотрудничества и ГУУАМ», ч. 2,/г. Донецк-Свиштов-Албена, 2010 г./стр. 403—406.
17. «Стратегия регионального развития Донецкой области: аспект территориального маркетинга»/Сб. научных трудов «Проблемы развития внешнеэкономических связей и привлечения иностранных инвестиций: региональный аспект»/Донецк: ДонНУ, 2012.–Т.1. — С. 14-20.